# Clepticus parrae
Clepticus parrae · Labre créole, Labre marbrite
Espèce
Statut de conservation UICN

 LC  : Préoccupation mineure
Clepticus parrae, communément nommé Labre créole ou Labre marbrite, est une espèce de poisson marin de la famille des Labridae.
Le Labre créole est présent dans les eaux tropicales de la région occidentale de l'Océan Atlantique soit de la Floride aux côtes du Brésil, incluant au passage les Bermudes, le Golfe du Mexique et la Mer des Caraïbes.
Sa taille maximale est de 30 cm mais la taille moyenne généralement observée est de 22 cm .

## Synonymes taxonomiques
- Brama parrae Bloch & Schneider, 1801
- Brama parrae Bloch & Schneider, 1801
- Clepticus genizara Cuvier, 1829
- Clepticus genizara Cuvier, 1829
- Clepticus parrai (Bloch & Schneider, 1801)
- Clepticus parrai (Bloch & Schneider, 1801)